# 北牙瑶族乡
北牙瑶族乡是中华人民共和国广西壮族自治区河池市宜州区下辖的一个民族乡。

## 行政区划
北牙瑶族乡下辖以下村级行政区划单位：
北牙社区、保民社区、桥凳村、空山岩村、龙头村、豆竹村、二坟村、白龙村、红山村、沙浪村、平里村、黄龙村、峒口村、拿网村、保康村、保安村、潘洞村、保良村和保卫村。